# Nick Moran
Pour les articles homonymes, voir Moran.
Nick Moran, né le 23 décembre 1969 à Londres, Angleterre, est un acteur et réalisateur britannique.

## Biographie
Nick Moran est né le 23 décembre 1969 à Londres, Angleterre. Ses parents sont John et Joan Moran.
Il a deux frères, Simon et Richard Moran.
Il étudie l'art dramatique à la Mountview Theatre School de 1986 à 1989 et a joué dans plusieurs pièces de théâtre.

### Vie privée
Il a été marié de 1997 à 2000 à l'actrice Sienna Guillory.

## Carrière
Il est essentiellement connu pour son rôle d'Eddie dans Arnaques, Crimes et Botanique (1998). Il a fait ses débuts de réalisateur à l'occasion des films Telstar: The Joe Meek Story, sorti en 2008, et The Kid, sorti en 2010.

## Filmographie

### Cinéma

#### Longs métrages
- 1990 : Hard Days, Hard Nights d'Horst Königstein : Rick
- 1991 : Buddy's Song de Claude Whatham : Mike
- 1998 : Arnaques, Crimes et Botanique (Lock, Stock and Two Smoking Barrels) de Guy Ritchie : Eddie
- 1998 : Miss Monday de Benson Lee : Jeremy
- 1999 : New Blood de Michael Hurst : Danny White
- 2000 : Rancid Aluminium (en) d'Edward Thomas : Harry
- 2000 : Christie Malry's Own Double-Entry de Paul Tickell : Christie
- 2001 : D'Artagnan (The Musketeer) de Peter Hyams : Aramis
- 2001 : Dangereuse proposition (The Proposal) de Richard Gale : Terry Martin
- 2001 : Another Life de Philip Goodhew : Percy Thompson
- 2003 : Ashes and Sand de Bob Blagden : Daniel
- 2003 : Chaos and Cadavers de Niklaus Hilber : Edward Taggert
- 2004 : Soccer Dog 2 : Championnat d'Europe (Soccer Dog: European Cup) de Sandy Tung : Bryan McGreggor
- 2004 : American Daylight de Roger Christian : Lawrence Stokowski
- 2004 : Spivs de Colin Teague : Steve
- 2005 : Silent Partner de James D. Deck : Gordon Patrick
- 2005 : Puritan d'Hadi Hajaig : Simon Puritan
- 2006 : Opération Matchbox (The Last Drop) de Colin Teague : Alan Ives
- 2006 : The Amazing Grace (en) de Jeta Amata : John Newton
- 2009 : Goal! 3 : Taking on the World : Nick Ashworth
- 2010 : Harry Potter et les Reliques de la Mort, partie 1 (Harry Potter and the Deathly Hallows: Part 1) de David Yates : Scabior
- 2011 : Harry Potter et les Reliques de la Mort, partie 2 (Harry Potter and the Deathly Hallows: Part 2) de David Yates : Scabior
- 2012 : St George's Day de Frank Harper : Richard
- 2012 : After Death de Martin Gooch : Roger Lazlo Smith
- 2013 : 13 Eerie de Lowell Dean : Larry Jefferson
- 2013 : La Malédiction de la pyramide (Prisoners of the Sun) de Roger Christian : Adam Prine
- 2014 : Down Dog d'Andres Dussan : Bill
- 2015 : Age of Kill (en) de Neil Jones : Roy Dixon
- 2016 : Baba Yaga (Don't Knock Twice) de Caradog W. James : Détective Boardman
- 2016 : The Habit of Beauty de Mirko Pincelli : Adam
- 2016 : Crow de Wyndham Price : Tucker
- 2017 : Le Dîner des vampires (Eat Locals) de Jason Flemyng : Soldat Rose
- 2017 : London Heist (Gunned Down) de Mark McQueen : DCI Wickstead
- 2017 : My Name Is Lenny de Ron Scalpello : Johnny Bootnose
- 2018 : Terminal de Vaughn Stein : Illing
- 2018 : Profession tueur (Accident Man) de Jesse V. Johnson : Leonard Kent
- 2018 : Boogie Man d'Andrew Morahan : Gerry
- 2019 : Avengement de Jesse V. Johnson : Hyde
- 2020 : The Black Emperor of Broadway d'Arthur Egeli : Jasper Deeter
- 2020 : Greatland de Dana Ziyasheva : Le concierge
- 2020 : The American King d'Adah Obekpa : Chad Wanker
- 2021 : Creation Stories de lui-même : Malcolm McLaren
- 2021 : Nemesis de James Crow : Frank Conway
- 2022 : The American King-As told by an African Priestess d'Adah Obekpa : Chad Wanker
- 2022 : Darkheart Manor de Martin Gooch : Roger Lazlo Smith
- 2022 : Traqués (Hounded) de Tommy Boulding : Mallory
- 2022 : Renegades de Daniel Zirilli : Burton
- 2022 : Repeater de R. Ellis Frazier : Jean Rousseau
- 2023 : One Ranger de Jesse V. Johnson : Yuri, le cosaque
- 2023 : Boudica de Jesse V. Johnson : Catus Decianus
- 2023 : Slub doskonaly de lui-même : Une drag queen
- 2023 : Ask the Cheat de Raza Mallal : Eddie
- 2024 : Firecracker d'Andrew Lee Potts : Knight
- 2024 : Chief of Station de Jesse V. Johnson : Evgeny Khalikov
- 2024 : Cookster: The Darkest Days de Stephen Roach : Mick

#### Courts métrages
- 1996 : The Future Lasts a Long Time de David Jackson : Matt
- 2000 : The Rules of Engagement de Jamie Goold : Jimmy
- 2002 : Ant Muzak de Ben Gregor : Goddard
- 2003 : White Bits d'Alexander Jovy : Dave
- 2003 : Noise Control d'Alexis Bicât : Le pilote (voix)
- 2003 : Ten Minutes de Ben Mole : Andy
- 2005 : The Pistachio Nut d'Adam Ford-Smith : Peter Hall
- 2007 : Road to Damascus de Trudy Sargent : Jason
- 2007 : You're in There Ltd. de Juliet Gale : Owen Cash
- 2010 : Away We Stay d'Edoardo Ponti : Un client du restaurant
- 2012 : The Other Side d'Alex Santoro et Oli Santoro : James
- 2012 : 82 de Calum MacDiarmid : Le postier
- 2012 : Coward de Dave Roddham : Montague
- 2012 : Man Up de Carolina Giammetta : Tony
- 2013 : Little Favour de Patrick Viktor Monroe : Logan
- 2013 : Our Lady of Lourdes de Peter Szewczyk : Détective Samael
- 2013 : Lost Girl d'Anna Keel : Spencer
- 2014 : Geoffrey's Belt de Tom Bacon : James Bond
- 2018 : This Damnation de Russell De Rozario : Un homme
- 2019 : Temporarily Lost de Rebecca Rian : Jack

### Télévision

#### Séries télévisées
- 1991 : 24 Heures pour survivre (Screenplay) : Elvis Paris
- 1992 : Casualty : Jez
- 1992 : Heartbeat : Rick Parker
- 1992 : Eldorado : Jim
- 1993 - 1997 : The Bill : Dean Stacey / Todd Grant / Paul Shea
- 1996 : Les piégeurs (Thief Takers) : Stanley Callow
- 1996 : Grange Hill : Le tueur
- 1999 : Inspecteur Barnaby (Midsomer Murders) : Michael Smith
- 1999 : Les Nouveaux Professionnels (CI5: The New Professionals) : Tony Radelli
- 2005 : Les Experts : Miami (CSI: Miami) : Brian Lexington
- 2007 : Nuclear Secrets : Guerero
- 2013 : Mr Selfridge : Reg Towler
- 2013 : The Wrong Mans : Stevens
- 2013 : By Any Means : Jamie Caine
- 2013 : The Great Train Robbery : DS Jack Slipper
- 2014 : Father Brown : Eddie Monk
- 2015 : Meurtres au paradis (Death in Paradise) : Pete Thunders
- 2015 : DCI Banks : Jacky Mullen
- 2018 : Inside No. 9 : Spike
- 2018 : Lucky Man (Stan Lee's Lucky Man) : Darius Kelleher
- 2018 : Shakespeare & Hathaway: Private Investigators : Steffan Shiplake

#### Téléfilms
- 2013 : La Malédiction de la pyramide (Prisoners of the Sun) de Roger Christian : Adam Prime
- 2017 : Babs de Dominic Leclerc : John Deeks

### Réalisateur
- 2008 : Telstar: The Joe Meek Story (également coscénariste)
- 2010 : The Kid
- 2021 : Creation Stories
- 2023 : Slub doskonaly

### Scénariste
- 2004 : The Baby Juice Express de Michael Hurst
- 2006 : The Amazing Grace (en) de Jeta Amata
- 2008 : Telstar: The Joe Meek Story (également coscénariste)
- 2010 : The Kid
- 2016 : Crow de Wyndham Price
- 2023 : Slub doskonaly